# 小行星17600
小行星17600（17600 Dobřichovice）是一颗绕太阳运转的小行星，为主小行星带小行星。该小行星于1995年9月18日发现。

## 轨道参数
小行星17600的轨道半长轴为2.9949172 UA，离心率为0.092。